# Nottingham Hoods
I Nottingham Hoods sono stati una squadra di football americano, di Nottingham, in Inghilterra, fondata nel 1984. Hanno chiuso nel 1994.

## Dettaglio stagioni

### Tornei

#### Tornei nazionali

##### Campionato

###### Tabella 1984/Budweiser League National Division
| Stagione | regular season | regular season | regular season | regular season | regular season | regular season | playoff | playoff | playoff | playoff | playoff | playoff   | playoff    |
|          | Vin            | Par            | Per            | Tot            | PF             | PS             | Vin     | Per     | Tot     | PF      | PS      | risultato | avversaria |
| -------- | -------------- | -------------- | -------------- | -------------- | -------------- | -------------- | ------- | ------- | ------- | ------- | ------- | --------- | ---------- |
| 1984     | 1              | 0              | 0              | 1              | ?              | ?              | -       | -       | -       | -       | -       | -         | -          |
| 1987     | 7              | 0              | 3              | 10             | 217            | 154            | -       | -       | -       | -       | -       | -         | -          |
| Totale   | 8              | 0              | 3              | 11             | 217+?          | 154+?          | -       | -       | -       | -       | -       |           |            |

Fonti: Enciclopedia del Football - A cura di Roberto Mezzetti